# Aethes capnospila
Aethes capnospila es una especie de polilla del género Aethes, categorizada en la tribu Cochylini, de la subfamilia Tortricinae.

## Distribución
Se distribuye por Turquía.

## Taxonomía
Fue descrita por Meyrick en 1912 y publicada en (Phalonia), Exotic Microlepid. 1: 20.